# Джагадекамалла III
Джагадекамалла III — імператор Західних Чалук'їв часів занепаду держави. Його правління позначилось остаточним зміцненням Південних Калачурів на чолі з Біджалою II, який узяв під контроль Кальяну та правив звідти.